# Sunday Morning Call
"Sunday Morning Call" é o décimo oitavo single da banda britânica Oasis e terceiro do seu quarto álbum Standing on the Shoulder of Giants de 2000, além de ser uma faixa bônus do disco 2 da coletânea Time Flies... 1994-2009, lançada em 2010.

## Lista de faixas
- CD RKIDSCD 004

1. "Sunday Morning Call" - 5:14
2. "Carry Us All" - 4:00
3. "Full On" - 4:16

- 7" RKID 004

1. "Sunday Morning Call" - 5:14
2. "Carry Us All" - 4:00

- 12" RKID 004T

1. "Sunday Morning Call" - 5:14
2. "Carry Us All" - 4:00
3. "Full On" - 4:16

## Paradas musicais
| País/Parada (2000)               | Melhor posição |
| -------------------------------- | -------------- |
| Europa (Eurochart Hot 100)       | 17             |
| Irlanda (IRMA)                   | 20             |
| Itália (FIMI)                    | 5              |
| Escócia (Scottish Singles Chart) | 3              |
| Reino Unido (UK Singles Chart)   | 4              |
| Reino Unido (OCC UK Indie)       | 1              |